# Toronto Film Critics Association Awards 2017
21. ročník předávání cen asociace Toronto Film Critics Association se konal dne 10. prosince 2017.

## Vítězové a nominovaní

### Nejlepší film
The Florida Project
- Nit z přízraků
- Tři billboardy kousek za Ebbingem

### Nejlepší režisér
Greta Gerwig – Lady Bird
- Jordan Peele – Uteč
- Paul Thomas Anderson – Nit z přízraků

### Nejlepší scénář
Jordan Peele – Uteč
- Greta Gerwig – Lady Bird
- Martin McDonagh – Tři billboardy kousek za Ebbingem

### Nejlepší herec v hlavní roli
Daniel Day-Lewis – Nit z přízraků
- Timothée Chalamet – Dej mi tvé jméno
- Gary Oldman – Nejtemnější hodina

### Nejlepší herečka v hlavní roli
Frances McDormandová – Tři billboardy kousek za Ebbingem
- Sally Hawkins – Tvář vody
- Saoirse Ronan – Lady Bird

### Nejlepší herec ve vedlejší roli
Willem Dafoe – The Florida Project
- Sam Rockwell – Tři billboardy kousek za Ebbingem
- Michael Stuhlbarg – Dej mi tvé jméno

### Nejlepší herečka ve vedlejší roli
Laurie Metcalf – Lady Bird
- Allison Janney – Já, Tonya
- Lesley Manville – Nit z přízraků

### Nejlepší dokument
Visages, villages
- Jane
- Kedi

### Nejlepší cizojazyčný film
Čtverec
- Visages, villages
- Nemilovaní

### Nejlepší animovaný film
The Breadwinner
- Coco
- Window Horses

### Nejlepší první film
Jordan Peele – Uteč
- William Oldroyd – Lady Macbeth
- Ashley McKenzie – Werewolf

### Nejlepší kanadský film
- Kevan Funk – Hello Destroyer
- Ashley McKenzie – Werewolf
- Joyce Wong – Wexford Plaza